# Josias von Veltheim
Josias von Veltheim (* 10. November 1696 in Harbke; † 16. Dezember 1747 in Ostrau) war königlich-polnischer und kurfürstlich-sächsischer Kammerherr, Erbküchenmeister des Herzogtums Braunschweig-Wolfenbüttel, Erbschenk des Stifts Hildesheim und Besitzer der Rittergüter Ostrau, Aderstedt, Dingelbe und Groppendorf.

## Leben
Er stammte aus dem niedersächsischen Adelsgeschlechts von Veltheim und war der Sohn von Otto Ludwig von Veltheim (20./24. März 1672–1. März 1714) und dessen Frau Armgard Amalie (geborene von Bartensleben, 15. September 1668–20. November 1738). Seine Großeltern waren väterlicherseits Josias (I) von Veltheim (7. Februar 1619–21. Juni 1696) und Katharina Dorothea (geborene von Mandelsloh, 16. Juli 1638–15. April 1676) und mütterlicherseits Johann Daniel von Bartensleben (27. April 1633–30. März 1689) und Anna Adelheid (geborene von Veltheim, 1631–1706). Friedrich August von Veltheim (21. Oktober 1709–1775) war sein Bruder. Nach dem Tod des Vaters erbte er einen Teil von dessen Besitzungen und wählte Schloss Ostrau bei Halle im kursächsischen Amt Delitzsch als seinen Lebensmittelpunkt. Er wurde am 16. August 1731 zum Ritter des Johanniterordens geschlagen und auf Schivelbein designiert, wo er auch Komtur war. 
Als schriftsässiger Rittergutsbesitzer des Rittergutes Ostrau nahm er von 1722 bis 1746 an Sächsischen Landtagen teil: 1722 als Vertreter der Allgemeinen Ritterschaft; 1731, 1734 und 1737 im Weiteren Ausschuß und 1742 bzw. 1746 im Engeren Ausschuß.

## Familie
Von Veltheim war zweimal verheiratet und einmal verlobt:
- am 9. Oktober 1720 mit Juliane Florine (geborene von der Asseburg; 7. September 1699–21. Dezember 1724), Tochter des Hieronymus August von der Asseburg auf Peseckendorf und der Charlotte Katharine (geborene von Schöning).
  - Charlotte Amaliae von Veltheim (5. April 1722–?) ⚭ Ludwig von Oppen
  - Ludwig August von Veltheim (1. Juni 1723–30. Januar 1725)
  - Carl Wilhelm von Veltheim (8. Mai 1724–15. Februar 1726)
- um 1728 Verlobung mit Ernestine von Hagen († 1728), einer Tochter des kaiserlichen Generalfeldmarschalls Busso von Hagen, die noch vor der Vermählung starb.
- am 18. Juni 1733 mit Juliane Friederike Luise (geborene Gräfin von der Schulenburg; 18. Dezember 1714–4. Juli 1772), einer Tochter des Christian Günther von der Schulenburg-Hehlen und dessen Frau Hedwig Ernestine (geborene von Steinberg).
  - Ludwig Christien von Veltheim (10. August 1735–28. Februar 1737)
  - Sophie Wilhelmine Ernestine von Veltheim (25. September 1737–?) ⚭ 1764 mit Friedrich von Angern
  - Friedrich Achaz von Veltheim (18. Juni 1739–17. März 1767)
  - Juliane Friederike von Veltheim (31. Juni 1741–23. Januar 1771) ⚭ 27. April 1758 Ludwig Staats Freiherr von Hahn
  - Ferdinand Werner von Veltheim (28. Juni 1744–7. Februar 1783) ⚭ 20. Oktober 1766 mit Karoline Luise Dorothea (geborene von Arnim)
  - Ludwig Karl von Veltheim (16. Oktober 1747–20. Juni 1751)